# Et l'âne vit l'ange
And the Ass Saw the Angel
Et l'âne vit l'ange (titre original : And the Ass Saw the Angel) est le premier roman de Nick Cave, paru une première fois au Royaume-Uni chez Black Spring Press en 1989 et aux États-Unis chez Harper Collins, reparu en 2003 chez 2.13.61. Une édition Collector parut à l'été 2007 chez Black Spring Press. L'ouvrage est traduit en français par Christina Douguet et Anne Dubois, et est publié initialement en 1995 aux éditions Le Serpent à Plumes.
Le style et le contexte Southern Gothic a valu au roman d'être comparé à ceux d'auteurs américains comme William Faulkner et Flannery O'Connor,.

## Genèse
À l'origine, Simon Pettifar, patron et éditeur de Black Spring Press a signé un contrat stipulant que le livre devait être composé de douze histoires, de fiction ou réelles ; le contrat fut conclu après un premier jet présenté au sujet de Blind Lemon Jefferson. De cette expérience sont en partie issus les textes que l'on retrouve dans le recueil King Ink, et le roman auquel Nick cave pensait depuis quelque temps déjà. Nick Cave dédie son premier roman à la chanteuse Anita Lane.

## Intrigue
Et l'âne vit l'ange raconte l'histoire d'Euchrid Eucrow, fils muet d'une mère alcoolique et d'un père psychotique obsédé par la torture animale et les pièges à animaux. Grandissant au sein d'une secte religieuse, les « Ukulites », Euchrid endure la violence maternelle, l'indifférence paternelle et la haine des autres, rejeté par la lie comme l'élite des gens parmi lesquelles il vit. Tandis qu'il quitte la ville de la secte, « Ukulore », Euchrid se retrouve seul dans le « Pays des Marécages », contrée marécageuse interdite et crainte de tous.

## Thèmes
Certaines paroles de textes antérieurs au groupe des Bad Seeds, certaines ambiances que l'on retrouve dans les derniers albums de The Birthday Party et les premiers albums de Nick Cave and the Bad Seeds préfigurent les idées, le contexte et l'ambiance du roman.
Le titre est issu d'un épisode de la Bible (Livre des Nombres 22:23) : l'âne de Balaam aperçoit l'ange du Seigneur, tandis que lui ne le voit pas.
L'un des thèmes omniprésents est la peur de l'être humain face à ce qu'il ne connaît pas. Euchrid se retrouve constamment face à ceux qui voient en la différence une menace. La seule personne à lui accorder quelque importance est Beth, un enfant trouvé et recueilli par les Ukulites.

## Structure
Le roman est divisé en un prologue, trois livres et un épilogue :
- Prologue
- La Pluie
- Beth
- Tête-de-Chien
- Épilogue

## Récompenses
- 1990 : Time Out Magazine : Livre de l'Année

## Historique des parutions

### En anglais
And the Ass Saw the Angel
- 1989, UK, Black Spring Press,  (ISBN 0-948238-03-8), 24 Aug 1989, hardcover, 272pp
- 1989, USA, HarperCollins,  (ISBN 0-06-016491-3), septembre 1990, hardcover
- 1992, USA, HarperPaperbacks,  (ISBN 0-06-109091-3), juillet 1992, paperback, 400 pp
- 2001, UK, Penguin,  (ISBN 0-14-029455-4), 22 février 2001, 320 pp
- 2003, USA, 2.13.61,  (ISBN 1-880985-72-1), mars 26, 2003, paperback (2nd edition), 320 pp
- 2009, AUS, Penguin,  (ISBN 978-0-141-04561-0), 29 juin 2009, paperback, 324pp

### En français
- Nick Cave (trad. de l'anglais par Christina Douguet et Anne Dubois), Et l’âne vit l’ange [« And the Ass Saw the Angel »], Paris, Le Serpent à Plumes, 2000 (1re éd. 1995), 467 p. (ISBN 2-908957-70-1).
- Nick Cave (trad. de l'anglais par Christina Douguet et Anne Dubois), Et l’âne vit l’ange [« And the Ass Saw the Angel »], Paris, Éditions Points, coll. « Points poche », 2012, 447 p. (ISBN 978-2-7578-2691-1).